# 哈尼亚战争博物馆
哈尼亚战争博物馆（英语：War Museum of Chania）是希腊克里特岛哈尼亚的一个博物馆，附属于雅典战争博物馆。它成立于1995年7月，设于一座1870年的建筑内，由意大利建筑师Makouzo设计，第二次世界大战期间曾用作意大利军营。2015年10月7日临时关闭。2018年7月22日晚上一场不明原因的大火烧毁了这幢建筑。